# Oskar Hey
Oskar Hey (* 10. März 1866 in München; † 18. Juni 1943 ebenda) war ein deutscher Gymnasiallehrer und Klassischer Philologe.

## Leben
Oskar Hey stammte aus einer Künstlerfamilie. Seine Eltern waren der Musikpädagoge Julius Hey (1832–1909) und Karoline geb. Benfey (1840–1880). Er hatte fünf jüngere Geschwister, darunter den Zeichner Paul Hey (1867–1952), den Diplomaten Siegfried Hey (1875–1963), die Sängerin Ottilie Hey (* 1873) und den Gesangslehrer Hans Erwin Hey (1877–1943).
Hey studierte Klassische Philologie an der Universität München, wo ihn besonders Eduard Wölfflin prägte. Bei ihm verfasste Hey seine Dissertation, mit der er 1890 zum Dr. phil. promoviert wurde. Während des Studiums wurde er Mitglied des Philologisch-Historischen Vereins München im Naumburger Kartellverband. Er arbeitete nach dem Staatsexamen zunächst als Hilfsarbeiter am Münzkabinett in München, dann als Assistent am Realgymnasium München und als Gymnasiallehrer in Neuburg an der Donau. Zum 16. September 1894 erhielt er Urlaub, um als Sekretär beim Thesaurus Linguae Latinae zu arbeiten. Zu seinen Aufgaben gehörte die Überwachung der Hilfskräfte, die für das Lexikonprojekt Material sammelten. Er selbst sichtete die Schriften zahlreicher lateinischer Autoren (vor allem Rhetoren, Historiker und lateinische Kirchenväter). Zum 30. September 1899 lief seine Arbeitsstelle aus, er verfasste jedoch weiterhin (bis 1934) Artikel für den Thesaurus. 1903 wurde Hey zum Studienprofessor ernannt. Sein Urlaub wurde vom bayerischen Staat jährlich verlängert, bis Hey 1921 in den Ruhestand trat. Vom 1. Oktober 1927 bis 1934 war er Redaktor am Thesaurus und redigierte zusammen mit dem Generalredaktor Georg Dittmann und vier Mitarbeitern den G-Band.
Zu Heys Forschungsschwerpunkten zählten neben der lateinischen Semantik und Lexikologie auch die griechische Religion.

## Schriften (Auswahl)
- Semasiologische Studien. In: Neue Jahrbücher für Philologie und Pädagogik. Supplementband 18 (1892), S. 81–212 (Digitalisat). Erster Abdruck unter dem Titel: Doppelformen und Bedeutungsdifferenzierung im Lateinischen. Leipzig 1890 (Dissertation, München).
- Max Haushofer der Dichter. J. G. Cotta’sche Buchhandlung Nachfolger, Stuttgart 1907.
- Der Traumglaube der Antike. Ein historischer Versuch. I. München 1908 (Schulprogramm, Digitalisat).
- Die Wurzeln der griechischen Religion in besonderem Zusammenhang mit dem Traumglauben. Ein historischer Versuch. Neuburg 1910 (Schulprogramm, Digitalisat)